# Diapetimorpha alabama
Diapetimorpha alabama là một loài tò vò trong họ Ichneumonidae.